# Ptasznik (szczyt)
Ptasznik – (dawniej niem. Vogelberg) szczyt w Sudetach Wschodnich, w paśmie Gór Złotych.

## Położenie
Wzniesienie położone jest w północno-zachodniej części Gór Złotych. Szczyt o wierzchołku przewyższającym okoliczne wzniesienia o około 100 m. Przy dobrej pogodzie ze szczytu zobaczyć można Góry Bystrzyckie i Stołowe. Na północy Przełęcz Chwalisławska oddziela go od Bodaka, a na południowym zachodzie Przełęcz Leszczynowa od Wilczej Góry.

## Budowa geologiczna
Masyw Ptasznika zbudowany jest ze skał magmowych – granodiorytów i sjenitów należących do masywu kłodzko-złotostockiego oraz skał metamorficznych – amfibolitów, stanowiących jego okrywę, a należących do metamorfiku Lądka i Śnieżnika. Na szczycie znajduje się rumowisko, a na zboczach niewielkie skałki.

## Roślinność
Cały masyw porośnięty jest lasami mieszanymi i świerkowymi.

## Turystyka
Przez szczyt przechodzi szlak turystyczny:
- szlak niebieski prowadzący z Przełęczy Kłodzkiej do Radochowa.

Natomiast zboczem przechodzi:
- szlak czarny ze Złotego Stoku do Bystrzycy Kłodzkiej przez Ołdrzychowice Kłodzkie.

Możliwe podejścia i ścieżki rowerowe z Chwalisławia i Jaszkowej Górnej.